# Luisa Durán (escritora)
Luisa Durán Broncano Logrosán, Cáceres, 19 de octubre de 1934-Vigo, 16 de abril de 2022), más popularmente conocida como "la cigarra extremeña", fue una escritora española autora de poesía, prosa y teatro.

## Trayectoria
Luisa permaneció en Logrosán, su localidad natal hasta los veintitrés años. Allí comenzó a desarrollar su pasión por la poesía, cuyos primeros versos los escribió a los seis años de edad. 
A los veintitrés años se mudó a la Borgoña francesa junta a su familia, donde conoció a su marido, el pintor Francisco García Porras. Años más tarde regresó a España. En Madrid, se dedicó a la poesía publicando varias obras y participando en programas de radio de varias emisoras. En aquella época, Joaquín Prat le puso el apodo de "la cigarra estremeña". Más tarde creó diversas obras de prosa y algunas piezas de teatro.
Tiempo después Luisa se trasladó a Benicarló, donde fijó su residencia. Días antes de su fallecimiento se había traslado a Vigo para pasar unos días con su hermana. Allí falleció a causa de un derrame cerebral.

## Obras
Luisa Durán escribió abundante poesía en castellano así como en extremeño. Algunas de sus obras más destacadas son:
- Tu nombre llevo en silencio (1970).
- Mi tierra (1981).
- Vivencias (1996).
- El canto de la cigarra (2002).

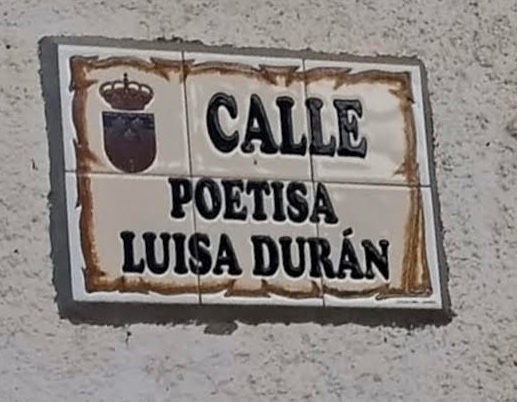

También tiena una obra en prosa, Oficios perdidos: Costumbres y recuerdos de mi infancia (2002).
Las obras teatrales son '¡Qué tiempos!, En casa del alcalde y La feria.

## Premios y reconocimientos
- 2022 Homenaje del Órgano de Seguimiento y Coordinación del Extremeño y su Cultura en Logrosán.[3]
- En la localidad de Logrosán hay una calle de Poetisa Luisa Durán.[4]